# Ocean Reef
Ocean Reef är en del av en befolkad plats i Australien. Den ligger i kommunen Joondalup och delstaten Western Australia, omkring 24 kilometer nordväst om delstatshuvudstaden Perth.
Runt Ocean Reef är det mycket tätbefolkat, med 1 754 invånare per kvadratkilometer.. Närmaste större samhälle är Scarborough, omkring 15 kilometer söder om Ocean Reef. 
Genomsnittlig årsnederbörd är 820 millimeter. Den regnigaste månaden är juli, med i genomsnitt 142 mm nederbörd, och den torraste är januari, med 11 mm nederbörd.